# Реакция Бриггса — Раушера

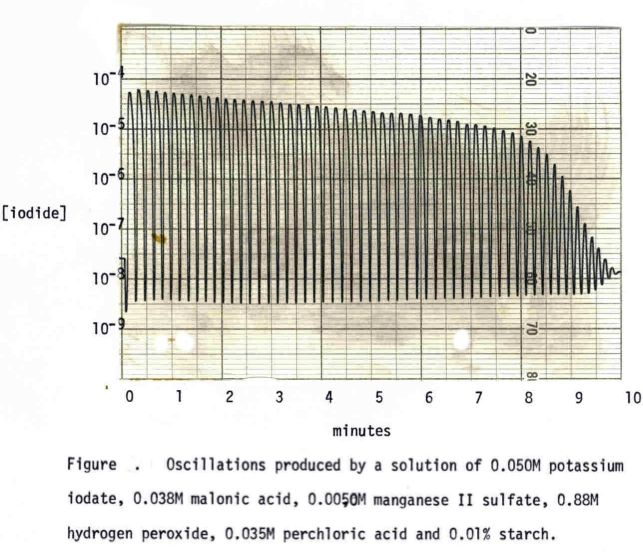
Осциллограмма, сделанная в июле 1972 года Томасом Бриггсом и Уорреном Раушером

Реакция Бриггса — Раушера («иодные часы») — автоколебательная химическая реакция. При взаимодействии пероксида водорода, иодноватой кислоты, сульфата марганца(II), серной и малоновой кислот и крахмала возникает колебательная реакция с переходами бесцветный — золотой — синий.

## История
Автоколебательная реакция, впервые описанная американским химиком Уильямом К. Бреем (William Crowell Bray) в 1921 г., протекала в кислом растворе между пероксидом водорода (H2O2) и иодатом (IO−3). Она не привлекла достаточно внимания из-за сложности проведения опыта. В 1958 г. Борис Белоусов продемонстрировал реакцию, которая в дальнейшем получила известность как реакция Белоусова — Жаботинского, однако и она оставалась незамеченной до 1964 г. — вплоть до публикации Анатолием Жаботинским своего исследования. В мае 1972 г. Томас Бриггс и Уоррен Раушер, а также двое преподавателей естественных наук из средней школы Галилео (с 1995/96 учебного года — Академия наук и технологий Галилео) в Сан-Франциско заинтересовались статьями в Journal of Chemical Education. Они продемонстрировали осциллирующую реакцию Бриггса — Раушера, заменив бромат (BrO−3) в реакции с иодатом и добавлением перекиси водорода и индикатора крахмала. Знания об этой реакции дополняются и по сей день.

## Демонстрация
Для демонстрации реакции необходимо приготовить три раствора:
Раствор А. 100 мл 30 %-й перекиси водорода в мерной колбе, довести объём до 250 мл дистиллированной водой.
Раствор Б. 1,1 мл концентрированной H2SO4 смешать с 50 мл воды и растворить в этом растворе 3,52 г иодноватой кислоты HIO3, затем довести объём раствора до 250 мл дистиллированной водой.
Раствор В. При нагреве растворить в 20 мл дистиллированной воды 0,08 г крахмала, 3,9 г малоновой кислоты (CH2(COOH)2) и 0,85 г сульфата марганца(II), после охлаждения довести объём в мерной колбе до 100 мл.
Большой стакан поставить на магнитную мешалку, налить в него 100 мл раствора Б, затем по 100 мл раствора А и раствора В. Наблюдать изменения цвета.

## Описание

### Нормальные условия
Исходный водный раствор содержит перекись водорода, иодат, двухвалентный марганец (Mn2+) в качестве катализатора, сильную инертную кислоту (серную (H2SO4 ) или хлорную (HClO4) кислоту) и органическое соединение с активным («енольным») атомом водорода, соединённым с углеродом, который будет медленно восстанавливать свободный иод (I2) до иодида (I-).